# NGC 2836
NGC 2836 је спирална галаксија у сазвежђу Прамац која се налази на NGC листи објеката дубоког неба.
Деклинација објекта је - 69° 19' 59" а ректасцензија 9h 13m 45,3s. Привидна величина (магнитуда) објекта NGC 2836 износи 11,8 а фотографска магнитуда 12,6. Налази се на удаљености од 20,6000 милиона парсека од Сунца. NGC 2836 је још познат и под ознакама ESO 61-3, IRAS 09131-6907, PGC 26017.